# Nombre de Giuga
En mathématiques, un nombre de Giuga est un entier naturel {\displaystyle n} composé qui satisfait à la congruence
D'après le petit théorème de Fermat les nombres premiers satisfont à la congruence. Giuga conjectura en 1950 que l'ensemble des nombres composés satisfaisant à la congruence est vide, c'est la conjecture d'Agoh-Giuga. Les nombres de Giuga sont des nombres de Carmichael (donc sans carré).

## Caractérisation des nombres de Giuga
Un nombre {\displaystyle n} est un nombre de Giuga si et seulement si
- il est composé
- {\displaystyle p^{2}(p-1)|n-p} pour tout facteur premier {\displaystyle p} de {\displaystyle n}.

## Majoration de la fonction de comptage des nombres de Giuga
La fonction {\displaystyle G} qui compte le nombre de nombres de Giuga inférieurs à {\displaystyle x} a été étudiée et Tipu a montré que {\displaystyle G(x)=O(x^{1/2}\ln x)}.
Cette majoration a été améliorée par Luca, Pomerance et Shparlinski :

## Nombres faiblement de Giuga
Certains auteurs, appellent « nombres de Giuga » ce que Luca, Pomerance et Shparlinski préfèrent nommer weak Giuga numbers. Ce sont les entiers composés vérifiant la propriété plus faible : p2 | n – p pour tout facteur premier p de n. Contrairement aux précédents, on en connaît des exemples : suite A007850 de l'OEIS. Ces nombres sont exactement les nombres composés solutions de l'équation n' = an + 1 avec (a entier naturel) où n' désigne la dérivée arithmétique.